# Imre Varga (Judoka)
Imre Varga (* 19. August 1945 in Nagyszénás; † 18. September 2011 in Budapest) war ein ungarischer Judoka. Er gewann 1979 eine Bronzemedaille bei den Weltmeisterschaften und erkämpfte bei Europameisterschaften zwei Silber- und drei Bronzemedaillen. 

## Karriere
Der 1,88 m große Imre Varga vom Budapesti Spartacus SC trat bei den Olympischen Spielen 1972 in München im Halbschwergewicht an. Er schied in seinem Auftaktkampf durch Schiedsrichterentscheid (yusei-gachi) gegen den Kanadier Terry Farnsworth aus.
Ab 1974 kämpfte Varga im Schwergewicht oder in der offenen Klasse. Bei den Europameisterschaften 1974 gewann er eine Bronzemedaille in der offenen Klasse. Bei den Weltmeisterschaften 1975 in Wien schied Varga im Schwergewicht in der ersten Runde gegen den Japaner Chōnosuke Takagi aus. Zwei Tage später in der offenen Klasse bezwang er im Viertelfinale Wolfgang Zuckschwerdt aus der DDR. Nach seiner Halbfinalniederlage gegen den Japaner Haruki Uemura verlor Varga auch den Kampf um eine Bronzemedaille gegen Schota Tschotschischwili aus der Sowjetunion. Bei den Olympischen Spielen 1976 in Montreal trat Varga in der offenen Klasse an. In seinem ersten Kampf bezwang er Dietmar Lorenz durch Schiedsrichterentscheid. In der zweiten Runde schied er durch eine kleine Wertung (yuko) gegen den Südkoreaner Cho Jea-ki aus.
1978 gewann Imre Varga bei den Europameisterschaften in Helsinki zwei Medaillen. Im Schwergewicht erreichte er mit einem Sieg über Sergei Nowikow aus der Sowjetunion das Finale und gewann die Silbermedaille hinter dem Niederländer Peter Adelaar. In der offenen Klasse erkämpfte Varga eine Bronzemedaille. Ein Jahr später bei den Europameisterschaften 1979 in Brüssel unterlag er im Schwergewichts-Halbfinale dem Franzosen Jean-Luc Rougé, erhielt aber eine Bronzemedaille. Anfang Dezember fanden in Paris die Weltmeisterschaften 1979 statt. Varga unterlag im Viertelfinale des Schwergewichts dem Japaner Yasuhiro Yamashita. Im Kampf um eine Bronzemedaille bezwang Varga Alexei Tjurin aus der Sowjetunion. Die beiden standen sich auch im Mai 1980 im Schwergewichts-Finale bei den Europameisterschaften in Wien gegenüber, Tjurin siegte und Varga erhielt die Silbermedaille. Bei den Olympischen Spielen 1980 in Moskau trat Varga im Schwergewicht an. Er bezwang in seinem Auftaktkampf Saed Farhad aus Kuwait durch Ippon. Im Viertelfinale unterlag er dem Nordkoreaner Kim Myong-gyu durch eine Strafwertung (chui).

## Ungarische Meisterschaften
Imre Varga gewann insgesamt zwölf ungarische Meistertitel.
- Schwergewicht: 1973, 1974, 1975, 1976, 1978, 1979, 1980
- Offene Klasse: 1971, 1974, 1976, 1977, 1978

## Familie
Sein Cousin István Varga war ebenfalls Judoka.